# Biriakowo
Biriakowo (ros. Биряково) – wieś (sieło) w Rosji, w obwodzie wołogodzkim, w rejonie sokolskim. W 2010 liczyła 853 mieszkańców.